# Kang the Conqueror
Kang the Conqueror is een personage uit de comics van Marvel Comics. Hij werd bedacht door Stan Lee en Jack Kirby en verscheen voor het eerst in Fantastic Four #19 in oktober 1963, onder de naam Rama-Tut. Hij werd in The Avengers #8 uit september 1964 voor het eerst Kang genoemd. Kang is een briljante, uit de 31e eeuw stammende geschiedkundige, natuurkundige, ingenieur en  tijdreiziger. Door zijn hoge intelligentie en reizen naar zowel de verre toekomst als het verre verleden beschikt hij over extreem gevorderde technologie en groot tactisch inzicht.
Door zijn tijdreizen bestaan er binnen het Marvel Universum verschillende andere versies van Kang. Zijn jongere zelf Iron Lad en zijn toekomstige zelf Immortus zijn daarvan de meest prominente. Iron Lad is in tegenstelling tot de reguliere Kang een heldhaftig personage.

## Biografie
Kangs geboortenaam is Nathaniel Richards. Hij is oorspronkelijk een wetenschapper uit de 31e eeuw van de Other Earth-tijdlijn en mogelijke nazaat van Reed Richards. Na het ontdekken van door Victor von Doom ontwikkelde tijdreistechnologie, gaat hij naar het oude Egypte van 2950 v.Chr en wordt daar farao Rama-Tut. Er komt een einde aan zijn heerschappij doordat de Fantastic Four in dezelfde tijd terechtkomen en hem verslaan. Richards vlucht naar de 20e eeuw en ontmoet Von Doom. Dit inspireert hem om voor zichzelf een pantser te ontwikkelen gebaseerd op dat van Dr. Doom en zichzelf Scarlet Centurion te noemen. Hij manipuleert vervolgens de Avengers en Avengers uit een alternatieve realiteit om het tegen elkaar op te nemen, met als doel ze allemaal uit te roeien. In plaats daarvan wordt hijzelf buiten de tijd geplaatst. Richards probeert terug te keren naar de 31e eeuw, maar komt per ongeluk in Other Earths 40e eeuw terecht. De Aarde verkeert hier in oorlog en is vol met zo geavanceerde wapens dat ze de capaciteiten van de bewoners te boven gaan. Richards verovert onder deze omstandigheden eerst de Aarde en vervolgens alles binnen honderd lichtjaar daarvan. Hij noemt zich vanaf dat moment Kang the Conqueror. Vanwege zijn tijdreizen ontstaan er onderwijl steeds meer versies van hem in afwijkende tijdlijnen.

## In andere media
Kang is te zien in een aantal animatieseries, zoals Fantastic Four (als Rama-Tut), The Avengers: United They Stand, X-Men: Evolution (als Rama-Tut), The Avengers: Earth's Mightiest Heroes en The Avengers: Earth's Mightiest Heroes. Hij is een personage in de computerspellen Marvel Avengers Alliance, Marvel: Contest of Champions en Lego Marvel Super Heroes 2.

### Marvel Cinematic Universe
Sinds 2021 verschijnt Nathaniel Richards / Kang the Conqueror in het Marvel Cinematic Universe, waarin hij gespeeld wordt door Jonathan Majors. Hij wordt geïntroduceerd via een variant van Kang the Conqueror, He Who Remains, die verschijnt in de seizoensfinale van de televisieserie Loki op Disney+. Kang the Conqueror, een variant van He Who Remains, is de hoofdschurk in de film Ant-Man and the Wasp: Quantumania waarin ook andere varianten verschijnen zoals: Immortus, Rama-Tut en Scarlet Centurion. In seizoen van 2 van de televisieserie Loki verschijnt een versie genaamd Victor Timely. Kang the Conqueror verschijnt onder andere in de volgende film en serie:
- Loki (2021-2023) (Disney+)
- Ant-Man and the Wasp: Quantumania (2023)